# アメリカ海軍モニター一覧
本項目はアメリカ海軍のモニター艦の一覧である。アメリカ海軍のモニター艦はその多数が運用中に改名され、複数の名称を持っている。本項目では最も有名な名称がリストされている。
モニター艦の名称は、ジョン・エリクソンによって1861年に設計されたモニター (USS Monitor) から採られたものである。モニター艦は低い舷側を持ち、蒸気動力で航行する装甲された艦であり、舷側の砲に代えて1基ないし2基の装甲砲塔を装備した。低い舷側は航洋任務には適さず、艦内への浸水による喪失の危険が常につきまとうことを意味したが、一方では防御のための装甲を減らすことに繋がった。
モニター艦は後により耐航性に優れた装甲巡洋艦や戦艦にその地位を取って代わられることとなる。

## 河川モニター
- オザーク (USS Ozark)

### ネオショー級モニター艦
- ネオショー (USS Neosho)
- オセージ (USS Osage)

### マリエッタ級モニター艦
- マリエッタ (USS Marietta)
- サンダスキー (USS Sandusky)

## 港湾モニター
- ロアノーク (USS Roanoke)

### カスコ級モニター艦
- カスコ (USS Casco)
- チモ (USS Chimo)
- コホーズ (USS Cohoes)
- エトラ (USS Etlah)
- クラマス (USS Klamath)
- コカ (USS Koka)
- モドック (USS Modoc)
- ナパ (USS Napa)
- ノーバック (USS Naubuc)
- ノーセット (USS Nausett)
- ショーニー (USS Shawnee)
- シャイロー (USS Shiloh)
- スカンド (USS Squando)
- サンコック (USS Suncook)
- タンキス (USS Tunxis)
- アムクワ (USS Umpqua)
- ワザック (USS Wassuc)
- ワクショー (USS Waxsaw)
- ヤズー (USS Yazoo)
- ユマ (USS Yuma)

## 沿岸モニター
- モニター (USS Monitor)

### パサイク級モニター艦
- パサイク (USS Passaic)
- モントーク (USS Montauk)
- ネーハント (USS Nahant)
- パタプスコ (USS Patapsco)
- ウィーホーケン (USS Weehawken)
- サンガモン (USS Sangamon)
- キャッツキル (USS Catskill)
- ナンタケット (USS Nantucket)
- リハイ (USS Lehigh)
- カマンチェ (USS Camanche)

### カノニカス級モニター艦
- カノニカス (USS Canonicus)
- ソーガス (USS Saugus)
- テカムセ (USS Tecumseh)
- マンハッタン (USS Manhattan)
- マホパック (USS Mahopac)
- ワイアンドット (USS Wyandotte)
- エイジャックス (USS Ajax)
- カトーバ (USS Catawba)
- オネオタ (USS Oneota)

### ミルウォーキー級モニター艦
- ミルウォーキー (USS Milwaukee)
- ウィネベーゴ (USS Winnebago)
- チカソー (USS Chickasaw)
- キカプー (USS Kickapoo)

## 航洋モニター
- ディクテーター (USS Dictator)
- オノンダガ (USS Onondaga)
- ピューリタン (USS Puritan)

### ミアントノモー級モニター艦
- ミアントノモー (USS Miantonomoh)
- モナドノック (USS Monadnock)
- アガメンティカス (USS Agamenticus)
- トナワンダ (USS Tonawanda)

### カラマズー級モニター艦
- カラマズー (USS Kalamazoo)
- パサコナウェイ (USS Passaconaway)
- クインシガモンド (USS Quinsigamond)
- シャカマクソン (USS Shakamaxon)

## 「新海軍」モニター
これらの最初の5隻は南北戦争時のモニター艦を再生したものであった（1797年の帆走フリゲート「コンステレーション」を解体して1853年のスループ・オブ・ウォー「コンステレーション」を建造した様に）。実際、これらの艦は以前の艦より遥かに大きく機能的である完全に新しい艦であった。

### ピューリタン級モニター艦
- ピューリタン (USS Puritan, BM-1)

### アンピトリテ級モニター艦
- アンピトリテ (USS Amphitrite, BM-2)
- モナドノック (USS Monadnock, BM-3)
- テラー (USS Terror, BM-4)
- ミアントノモー (USS Miantonomoh, BM-5)

### モンテレー級モニター艦
- モンテレー (USS Monterey, BM-6)

### アーカンソー級モニター艦
- アーカンソー (USS Arkansas, BM-7)
- ネバダ (USS Nevada, BM-8)
- フロリダ (USS Florida, BM-9)
- ワイオミング (USS Wyoming, BM-10)

## その他の艦
- ケオクック (USS Keokuk)
- スピュイテン・デュイヴィル (USS Spuyten Duyvil)
- ケーターディン (USS Katahdin)